# Голбол на літніх Паралімпійських іграх 2020
Голбол на літніх Паралімпійських іграх 2020 року проходив у Макухарі Мессе в Токіо. Захід проходив з 25 серпня по 3 вересня 2021 року
Літні Олімпійські та Паралімпійські ігри 2020 року були перенесені на 2021 рік через пандемію COVID-19 . Вони зберігають назву 2020 року і тривають з 24 серпня по 5 вересня 2021 р.

## Обговорення
17 грудня 2020 року рішення Арбітражного арбітражного суду (CAS) за участю Всесвітнього антидопінгового агентства та участі Олімпійського комітету Росії визначило тих спортсменів, які не причетні до допінгу або приховування позитивних тестів, все ще можуть бути допущені до змагань, але не під прапором Російської Федерації . Жіноча збірна Росії, яка зайняла місце на Паралімпійських іграх, посівши перше місце у жіночій категорії чемпіонату світу-2018, яка в іншому випадку могла б виступати як «нейтральна команда», відома як «Паралімпійський комітет Росії» (RPC).
Напередодні жеребкування в середу, 21 квітня 2021 року, для визначення команд, віднесених до груп змагань, жеребкування було відкладено «для уповільнення повідомлення про несвоєчасне виведення однієї з жіночих команд з Паралімпійських ігор у Токіо 2020». Про це було оголошено у п'ятницю, 23 квітня 2021 року (за європейським чи американським часовим поясом), Міжнародним паралімпійським комітетом на підставі Положення про кваліфікацію Паралімпійських ігор у Токіо -2020.

## Кваліфікація
І чоловічий, і жіночий турніри кваліфікували по 10 команд для участі в Іграх.

### Чоловіки
| Кваліфікаційні засоби                                 | Дата                            | Місце проведення | Спальні місця | Кваліфіковані              |
| ----------------------------------------------------- | ------------------------------- | ---------------- | ------------- | -------------------------- |
| Чемпіонат світу з голболу IBSA 2018                   | 3-8 червня 2018 року            | Мальме           | 3             | Бельгія Бразилія Німеччина |
| Паралімпійський турнір з рейтингу IBSA з голболу 2019 | 29 червня — 9 липня 2019 року   | Форт -Уейн       | 2             | Туреччина Литва            |
| Американські ігри Парапан 2019                        | 23 серпня — 1 вересня 2019 року | Ліма             | 1             | Сполучені Штати            |
| Чемпіонат Європи 2019 року                            | 5–14 жовтня 2019 року           | Росток           | 1             | Україна                    |
| Чемпіонат Азії/Тихого океану 2019 року                | 5–11 грудня 2019 року           | Токіо            | 1             | Китай                      |
| Чемпіонат Африки 2020                                 | 28 лютого — 6 березня 2020 року | Порт Саїд        | 1             | Алжир                      |
| Розподіл приймаючої країни                            | Н/Д                             | Н/Д              | 1             | Японія                     |
| Всього                                                |                                 |                  | 10            |                            |

### Жінки
| Кваліфікаційні засоби                                  | Дата                            | Місце проведення | Спальні місця | Кваліфіковані            |
| ------------------------------------------------------ | ------------------------------- | ---------------- | ------------- | ------------------------ |
| Розподіл приймаючої країни                             | Н/Д                             | Н/Д              | 1             | Японія                   |
| Чемпіонат світу з голболу IBSA 2018                    | 3-8 червня 2018 року            | Мальме           | 3             | Бразилія Росія Туреччина |
| Паралімпійський рейтинговий турнір з голболу IBSA 2019 | 29 червня — 9 липня 2019 року   | Форт-Вейн        | 2             | Австралія Канада         |
| Американські ігри Парапан 2019                         | 23 серпня — 1 вересня 2019 року | Ліма             | 1             | Сполучені Штати          |
| Чемпіонат Європи 2019 року                             | 5–14 жовтня 2019 року           | Росток           | 1             | Ізраїль                  |
| Чемпіонат Азії/Тихого океану 2019 року                 | 5–11 грудня 2019 року           | Токіо            | 1             | Китай                    |
| Чемпіонат Африки 2020                                  | 28 лютого — 6 березня 2020 року | Порт-Саїд        | 1             | Єгипет                   |
| Всього                                                 |                                 |                  | 10            |                          |

## Розклад
| G | Груповий етап | ¼ | Чвертьфінал | ½ | Півфінали | Б | Матч за бронзу | Ф | Фінал |

| DateEvent | Ср 25 серпня | Чт 26 серпня | Пт 27 серпня | Сб 28 серпня | Нд 29 серпня | Пн 30 серпня | Вт 31 серпня | Ср 1 вересня | Чт 2 вересня | Пт 3 вересня | Пт 3 вересня | Сб 4 вересня | Нд 5 вересня |
| --------- | ------------ | ------------ | ------------ | ------------ | ------------ | ------------ | ------------ | ------------ | ------------ | ------------ | ------------ | ------------ | ------------ |
| Чоловіки  | G            | G            | G            | G            | G            | G            | ¼            |              | ½            | Б            | Ф            |              |              |
| Жінки     | G            | G            | G            | G            | G            | G            |              | ¼            | ½            | Б            | Ф            |              |              |

## Медалісти
| Дисципліни         | Золото                                                                                                | Срібло                                                                              | Бронза |
| ------------------ | --- | ----------------------------------------------------------------------------------- | --- |
| Змагання чоловіків | Бразилія Емерсон Да Сілва Алекс де Мело Шаблон:Нобр Ромаріо Маркес Леомон Морено Жоземарчо Соуза      | Китай Cai Changgui Chen Liangliang Hu Mingyao Lai Liangyu Yang Mingyuan Yu Qinquan  | Литва Мантас Бразаускіс Артурас Йонікаїтіс Неріюс Монтвідас Генрік Павлюкянець Юстас Пажараускас Маріус Зіболіс |
| Змагання жінок     | Туреччина Севда Алтинолук Севтап Алтунолук Кадер Челік Фатма Гюль Гюлер Шейданур Каплан Рейхан Йилмаз | США Мінді Кук Ліза Чеховський Аманда Денніс Мерібай Хакінг Еліана Мейсон Ася Міллер | Японія Норіка Хагівара Ейко Какехата Рієко Такахасі Юкі Темма Ріє Урата Харука Вакасугі                         |

## Коментар
1. ↑  Положення 47 Правил проведення голболу IBSA на 2018–2020 роки частково вимагає: „Для участі у турнірі регіонального чемпіонату в турнірах мають брати участь не менше чотирьох країн-учасниць”. Правила 42 та 54 щодо зміни правил не застосовувалися поза межами періоду публікації щонайменше шістдесят днів. Тому регіональний чемпіонат IBSA в Африці був лише регіональним турніром. Така ж ситуація існувала і для літніх Паралімпійських ігор 2016 року, коли Міжнародний паралімпійський комітет просував Алжир для чоловічих та жіночих команд незалежно від правил.
2. ↑  Після рішення WADA жіноча збірна Росії внесена до списку Паралімпійського комітету Росії (RPC), а не Росії (RUS).
3. ↑  Незважаючи на те, що жіноча команда Алжиру пройшла кваліфікацію, вона припинила існування до 21 квітня 2021 року, і IPC перерозподілила слот для Єгипту.